# Tự Lực văn đoàn
Autonoma-litteraturgruppen (av kinesiska Tự Lực văn đoàn 自力文團, "själv-kraft litteratur-grupp") var en författargrupp i Vietnam under åren 1933 - 1945.

## Historia
Autonoma-litteraturgruppen drev ett eget bokförlag och gav ut två tidningar. Gruppen hade stor betydelse för den moderna realistiska prosaromanens tidiga utveckling i Vietnam. Gruppen förespråkade individualism, moderna framsteg, europeisering, livsglädje och ungdomlighet. Författarna skildrade särskilt medelklassen i städerna och de fattiga. De arbetade gärna med satir och understatement, så det samhällskritiska syftet är inte alltid uppenbart i böckerna.
Flera av gruppens medlemmar var politiskt verksamma under 1930-talet och de följande turbulenta årtiondena. Dess grundare och centralgestalt Nhất Linh begick självmord i Sydvietnam 1963, och Khái Hưng, den näst mest kände författaren i gruppen, mördades 1947, troligen på anstiftan av befrielserörelsen Việt Minh.
Efter gruppens upplösning 1945 har dess medlemmars romaner och noveller kommit ut i ständigt nya upplagor, särskilt i Sydvietnam under denna stats existens och senare bland exilvietnameser i bland annat USA. I Nordvietnam och senare i det enade Vietnam har intresset för gruppen varit svalare men ökat sedan liberaliseringen (đổi mới) av det vietnamesiska samhället inleddes 1986.

## Medlemmar
Dess medlemmar var :
- Nhất Linh (Nguyễn Tường Tam)
- Khái Hưng (Trần Khánh Giư), även kallad Nhị Linh
- Hoàng Đạo (Nguyễn Tường Long)
- Thạch Lam (Nguyễn Tường Lân)
- Tú Mỡ (Hồ Trọng Hiếu)
- Thế Lữ (Nguyễn Thứ Lễ)